# Peli
Pelii au fost un trib geto-dac, ale căror principale ocupații erau agricultura, pescuitul si creșterea animalelor. Situat in Câmpia Dunării, capitala lor era Pelendava, actuala Craiova (cartierul Mofleni).
Toponimul Pelendava (sau Pelendova) este un cuvânt compus, având prima parte derivată din cuvântul indoeuropean prezumtiv *peled- „umed; a curge”  (legat de așezarea în lunca Jiului) și termenul dacic dava (sau deva) „așezare, sat, localitate”, din prezumtivul indoeuropean *dhe-u-a.